# Dreisesselberg (forêt de Bavière)
Pour l’article homonyme, voir Dreisesselberg (Alpes).
Le Dreisesselberg est une montagne culminant à 1 333 mètres d'altitude dans le massif de la forêt de Bavière.

## Géographie
Le Dreisesselberg se situe dans l'arrondissement de Freyung-Grafenau, dans l’est du district de Basse-Bavière. Il s'élève au sud-est de la commune de Haidmühle et au nord-est de la commune de Neureichenau. Au nord-est de son pied commence le canal alluvial de Schwarzenberg.
La frontière avec la République tchèque passe environ 370 m au sud-est après le sommet du Dreisesselberg ; le tripoint Allemagne-Autriche-République tchèque, situé près du Plöckenstein, se situe à environ 3 km au sud-est du Dreisesselberg (distances à vol d'oiseau).
Au point culminant du Dreisesselberg, appelé Hochstein, se trouve un impressionnant rocher de granite avec une croix sommitale. La région, autrefois très boisée, fut largement défrichée à la suite d'une infestation de scolytes. De la végétation des arbres, on ne voit que du bois mort.
À environ 450 mètres (à vol d'oiseau) au sud du sommet de Dreisesselberg, se trouvent les Dreisesselfels, un chaos granitique. Directement au nord de ce groupe de roches se trouve la Dreisesselhaus (1 312 m d'altitude). La frontière germano-tchèque se trouve à quelques mètres à l'est.

## Histoire
Selon une légende rapportée par Adalbert Stifter, les rois de Bavière, de Bohême et d'Autriche se sont réunis au sommet du Dreisesselberg pour négocier les limites de leurs États. En fait, le nom Dreisessel n'est entré en vigueur qu'au XVIIe siècle, d'abord pour le groupe de rochers marquant au sommet, mais bientôt pour toute la montagne. La ligne de démarcation exacte est établie en 1765 entre la principauté épiscopale de Passau et l'archiduché d'Autriche. Elle est mesurée en 1767.
Dès 1888, le premier abri est construit dans la section Dreisessel de l'Association forestière de Bavière. À côté se trouve le bâtiment actuel de 1913, qui est modernisé dans les années 1960.

## Activités
La Dreisesselstraße mène le public jusqu'à la Dreisesselhaus, ce qui contribue à la fréquentation du Dreisesselberg. Il y a aussi des sentiers balisés venant de toutes les directions, par exemple du Kreuzbachklause, de Haidmühle-Frauenberg ou de Nové Údolí.
À l'extrémité ouest du Dreisesselberg, Habergrasberg (1 235 m d'altitude), se trouve le Dreisessel-Schlepplift, une remontée mécanique à Haidmühle-Frauenberg.
Sur le Dreisesselberg se trouve du côté bavarois, une réserve naturelle d'environ 270 hectares. Les parties du versant oriental situées sur le territoire tchèque appartiennent au parc national de Šumava.
Le sentier Hochkamm part du Dreisesselberg et passe par le Bayerischer Plöckenstein (1 365 m) et le tripoint Allemagne-Autriche-Tchéquie (1 321 m) jusqu'au sommet principal du Plöckenstein. Il longe la frontière germano-tchèque puis la frontière autrichienne-tchèque. Un peu plus bas se trouve le Plešné jezero, le lac glaciaire le plus méridional de la forêt de Bohême, du côté tchèque.
Les falaises sommitales avec les granites du Dreisessel sont désignées par l’Office bavarois de l'environnement comme un géotope d’une valeur géoscientifique (numéro de géotope : 272R024) et qui le désigne comme un des plus beaux géotopes de Bavière.